# Face (théâtre)
Pour les articles homonymes, voir Face.
Le mot face est attesté en 1120 et issu du latin populaire facia.
Dans le vocabulaire théâtral la face désigne le devant du plateau, la partie de la scène la plus proche du public. Le terme s'oppose ainsi au fond de la scène, appelé « lointain ».
Dans le vocabulaire théâtral, la face signifie aussi une structure de scène au-dessus de la tête du public qui permet d'installer les machines de scène suspendues le plus fonctionnellement possible et d'éclairer la face des comédiens et du décor.